# Pol-e Dochtar (Verwaltungsbezirk)
Pol-e Dochtar (persisch شهرستان پلدختر) ist ein Schahrestan in der Provinz Luristan im Iran. Er enthält die Stadt Pol-e Dochtar, welche die Hauptstadt des Verwaltungsbezirks ist.

## Kreise
- Zentral (بخش مرکزی)
- Mamulan (بخش معمولان)

## Demografie
Bei der Volkszählung 2016 betrug die Einwohnerzahl des Schahrestan 73.744. Die Alphabetisierung lag bei 80 Prozent der Bevölkerung. Knapp 46 Prozent der Bevölkerung lebten in urbanen Regionen. Die Mehrheit der Einwohner sind Kurden. 
| Zensusjahr | Einwohnerzahl |
| ---------- | ------------- |
| 2011       | 75.327        |
| 2016       | 73.744        |